# Bujari
Bujari è un comune del Brasile nello Stato dell'Acre, parte della mesoregione di Vale do Acre e della microregione di Rio Branco.
È famosa la fiera del pesce di Bujari, che attrae anche gli abitanti della capitale Rio Branco, e l'Expo Bujari, con il tradizionale Rodeo di tori.
Per un turista è consigliata una gita nel vicino parco ambientale del Rio Antimari.